# Fontana (araldica)
In araldica la fontana  simboleggia dottrina e benevolenza. Se ha più bacini o conche o ha più getti, si blasona in dettaglio enumerando

Fontana zampillante (Königsbronn, Germania)
Fontana zampillante (Cappella Maggiore)
Fontana zampillante (Maulbronn, Germania)
Fontana zampillante (Valfurva)
Fontana scorrente (Gerhardsbrunn, Germania)
Fontana sgorgante (Montescano)

## Attributi araldici
- Scorrente quando l'acqua defluisce in quantità
- Zampillante quando l'acqua fuoriesce con forza

## Bisantefontana
Il termine fontana è utilizzato anche per indicare una particolare figura costituita da un bisante d'argento, caricato da tre fasce ondate d'azzurro e, spesso, bordato da un sottile cerchio di colore. Nella blasonatura si indica solo il termine fontana e il colore del bordo.
In qualche caso la fontana è costituita da un bisante d'oro caricato da tre fasce ondate di rosso. In questi casi la blasonatura deve indicare gli smalti della fontana, oltre quello del bordo.
L'araldica francese usa, per questa figura, il termine fontaine anglaise (fontana inglese).
Quest'uso non è riportato dal Volpicella.

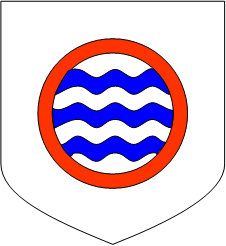
D'argento, alla fontana di rosso
Di rosso, alla fontana bordata d'oro sostenente dodici spighe di grano raggianti dello stesso (Fontenay-Saint-Père, Francia)
Di rosso, alla fontana d'oro e di rosso bordata d'oro, sostenente cinque gigli alternati con cinque fasci di cinque raggi di sole, il tutto d'oro (Fontenay-le-Fleury, Francia)